# Fokgazdálkodás
Fokgazdálkodás szűkebb értelemben az ártéri gazdálkodás vízgazdálkodási módszertana, aminek lényege, a természetszerű oldalirányú vízkivezetés, vagyis az árvizek fokokon való kivezetése az ártéri laposokba, tavakba, illetve átvezetése az ártéri laposok, tavak között. Ilyen értelemben beszélhetünk első- ill. másodlagos fokokról, ill. az árvízi víztöbblet tájba vezetésére épülő (víz)gazdálkodásról. Tágabb értelemben az ártéri gazdálkodás egészére is értik a fokgazdálkodást, minthogy az ártéri gazdálkodás kulcsa a fokgazdálkodás. A 2 fogalom elkülönítése javasolt, miszerint a fokgazdálkodás a vízkormányzási módszertan, a fentiek szerint, az ártéri gazdálkodás pedig az ártéries tájak eredendő természetes működéséhez igazított komplex mezőgazdasági rendszer, az árterek és az ármentes szintek integrált természetszerű használata, számos haszonvétellel, ú.m. legeltetés, gyümölcsészet, az erdőélés különböző hasznai, a halászat sokféle formája és a vizek egyéb haszonvételei (pákászat, nád stb.).  

## Eredete
A fokgazdálkodás kifejezés a néprajzi szakirodalomból származik, használata földrajzi-ökológiai, vízügyi, gazdálkodási téren is indokolt; de megítélése vitatott a különböző hozzáállások szerint, pl. a vízügyi szakirodalomban csak a modernkori vízlevezető vízgazdálkodás fenntarthatatlanságának nyilvánvalóvá válása során válik elfogadottá. Egyébként a természetszerű mércén a fokgazdálkodás az ember és a természet harmonikus együttélésén alapuló, jól és hatékonyan működő gazdálkodási rendszer.

## Szerepe a tájgazdálkodásban
A fok mint vízföldrajzi-tájgazdálkodási fogalom, jelenti egy folyó medre és ártere közötti oldalirányú medret vagy csatornát, amin a folyó vize áradáskor kifolyik az ártérre, apadáskor pedig vissza. A fok ilyen értelemben jelenik meg olyan helynevekben, mint pl. Siófok, minthogy a Sió a Balatonból ered, másképpen fakad, vagy Foktő település a Duna mellett, vagy a Tisza-völgyben Nagy-fok, Fok-lapos stb.
A fok gazdálkodástörténeti szerepét leginkább Andrásfalvy Bertalan tárta fel a Duna mentén, illetve Bellon Tibor és Molnár Géza a Tisza-völgyben (ártéri gazdálkodás, fokgazdálkodás).
A fokokat a modern kori vízrendezések betömték, elgátolták; és az iparszerű vízgazdálkodás a töltésezéssel áttért az árvizek oldalirányú felduzzasztására, a csatornázással a többletvizek mielőbbi és minél teljesebb levezetésére, ami a kevés csapadékot kapó alföldi területek súlyos és rendszerszerű vízkészlethiányát okozza, vagyis az aszályhajlamból rendszerszerű aszályhoz vezet. Az alföldi vízháztartási problémák rendezésének, az árvizek, és a vízkészlethiány hosszú távú megoldásának a kulcsa a fokok, vagyis az árvizek oldalirányú vízkivezetés általi használatának felújítása, és a tájhasználat ehhez kapcsolódó igazításával a táj vízpuffer kapacitásának növelése.

## Külső hivatkozások
- Fokgazdálkodás - az árvíz elleni védekezés a régi időkben, Sulinet, 2006. április 24.
- Molnár Sándor: Az ártéri gazdálkodás környezettörténeti szempontú vizsgálata két alföldi mintaterület példáján [doktori (PhD) értekezés, Szeged, 2011]